# Augusta Laurwald
Augusta Laurwald, född 1790, död 1850, var en dansk balettdansare. 
Hon var engagerad vid den Den Kongelige Ballet 1800-1810, och tillhörde under sin korta verksamhetstid jämsides med Karen Börresen en av balettens mest framstående aktörer. Det uppfattades som en stor förlust för teatern när både hon och Karen Börresen avslutade sina karriärer vid sina respektive giftermål, båda år 1810. Hon står i uppslagsböcker under sitt namn som gift, Saabye, men var aldrig känd som balettdansös under det namnet. 